# Arye Gross
Arye Gross est un acteur américain, né le 17 mars 1960 à Los Angeles (Californie).

## Biographie

### Jeunesse
Arye Gross est le fils de Sheri et Joseph Gross. Son père a été ingénieur aérospatial et a ensuite travaillé dans le commerce.

### Carrière
Arye Gross est plus connu pour avoir interprété le rôle d'Adam Green dans les trois premières saisons de la série télévisée Ellen diffusée sur ABC. Il a aussi joué dans la série Citizen Baines avec James Cromwell. Il est aussi apparu dans plusieurs autres séries comme : Arnold et Willy, K 2000, Six Feet Under, Wildfire…
En 1999, il a réalisé le film The Prince and the Surfer dans lequel il joue.
De 2009 à 2017, il incarne le rôle du médecin légiste Sydney Perlmutter dans la série Castle.
En 2015, il interprète le rôle du tueur en série ayant tué Gideon dans la série Esprits criminels.

## Filmographie

### Cinéma

#### Longs métrages
- 1984 : Exterminator 2 de Mark Buntzman (en) : Turbo
- 1985 : Just One of the Guys (en) de Lisa Gottlieb (en) : Willie
- 1986 : Soul Man de Steve Miner : Gordon Blumfeld
- 1987 : House 2 : La Deuxième Histoire (House II: The Second Story) d'Ethan Wiley : Jesse
- 1988 : Parle à mon psy, ma tête est malade (The Couch Trip) de Michael Ritchie : Perry Kovin
- 1988 : Tequila Sunrise de Robert Towne : Andy Leonard
- 1989 : The Experts de Dave Thomas : Wendell
- 1990 : A Matter of Degrees (en) de W. T. Morgan : Maxwell Glass
- 1990 : Coupe de Ville de Joe Roth : Buddy Libner
- 1990 : Shaking the Tree de Duane Clark : Barry
- 1991 : Hier, aujourd'hui et pour toujours (For the Boys) de Mark Rydell : Jeff Brooks
- 1992 : Section 44 (A Midnight Clear) de Keith Gordon : Stan Shutzer
- 1992 : The Opposite Sex and How to Live with Them de Matthew Meshekoff : David Crown
- 1993 : Hexed d'Alan Spencer : Matthew Welsh
- 1996 : Manipulation (Mother Night) de Keith Gordon : Dr Abraham Epstein[n 1]
- 1996 : Timelock de Robert Munic : Jack « A1 » Riley
- 1996 : The Elevator (en) d'Arthur Borman, Nigel Dick et Rafal Zielinski : Moshe
- 1997 : Brittle Glory de Stewart Schill : Lewis Rosen
- 1997 : Tinseltown de Tony Spiridakis : Max
- 1997 : Big City Blues de Clive Fleury : Babs
- 1998 : Spoiler (en) de Jeff Burr : le préposé
- 1998 : Chow Bella de Gavin Grazer : David Felder
- 1999 : Seven Girlfriends de Paul Lazarus : Roman
- 1999 : Le Prince et le Surfeur (The Prince and the Surfer) de lui-même et Gregory Gieras : Vince[n 1]
- 2000 : Big Eden : Un petit miracle (Big Eden) de Thomas Bezucha : Henry Hart
- 2000 : 60 secondes chrono (Gone in Sixty Seconds) de Dominic Sena : James S. Lakewood
- 2001 : Burning Down the House de Philippe Mora : Bob Washington
- 2001 : Rubbernecking de Sean Kinney et Ross H. Martin : Tommy
- 2002 : Minority Report de Steven Spielberg : Howard Marks
- 2010 : Harvest de Marc Meyers : Benny Monopoli
- 2012 : Atlas Shrugged: Part II de John Putch : Ken Danagger
- 2012 : Commencement de Steve Albrezzi : Nate
- 2016 : Diani and Devine Meet the Apocalypse d'Etta Devine et Gabriel Diani : Clovis
- 2017 : The Lady Killers de Phil Leirness : Dan Casey
- 2018 : Nostalgia de Mark Pellington : Riley O'Bryan
- 2019 : First Love de Michael Masarof : Richard Crest

Prochainement
- date inconnue : The Goose That Laid the Golden Egg de Doug Bremner : Red Leghorn[4] (en préproduction[4])

#### Courts métrages
- 1994 : Two Over Easy de Stephen T. Kay : David
- 2008 : Jim and Jung de Matthew Paulson : Carl
- 2008 : Side Effects de Chuck Rose : Paul
- 2010 : Midlife de Michael Swingler : ?
- 2011 : The Healer de Michael Olson : docteur Williams
- 2011 : Lone de Jon Huertas : Pops
- 2011 : In Mexico d'Ash Adams : Jason
- 2018 : Health to the King d'Aaron Costa Ganis : le docteur
- 2020 : Theo de Landon Liboiron : Victor
- 2024 : I'm Todor. I Mean, Bill. de Madison Leonard : Todor

### Télévision

#### Téléfilms
- 1987 : Into the Homeland : Joel Bessman
- 1992 : Boris and Natasha : Bellhop
- 1994 : Deux coupables pour un crime (Confessions: Two Faces of Evil) : Jay Jaffe
- 1997 : The Player de Mark Piznarski : ?
- 1999 : Arthur's Quest : Merlin
- 1999 : Mission d'élite (In the Company of Spies) : Todd Simar
- 2005 : Three Wise Guys : Leo
- 2007 : Roman noir : Nid d'espions (Mystery Woman: In the Shadows) : Jonathan Stansfield
- 2009 : Grey Gardens de Michael Sucsy : Albert Maysles

#### Séries télévisées
- 1982 : Arnold et Willy (Diff'rent Strokes) : Marko (saison 5, épisode 5)
- 1983 : American Playhouse : un homme de la congrégation (saison 2, épisode 2)
- 1985 : K 2000 (Knight Rider) : Elliott Sykes (saison 3, épisode 18)
- 1986 : Les Enquêtes de Remington Steele (Remington Steele) : Albert Wellington (saison 4, épisode 18)
- 1986 : Heart of the City (en) : Otis (saison 1, épisode 1)
- 1988 : Les Années coup de cœur (The Wonder Years) : Kevin Arnold / le narrateur (saison 1, épisode 1)
- 1994-1996 : Ellen : Adam Green (42 épisodes)
- 1995 : Friends : Michael (saison 2, épisode 7)
- 1997-1998 : Profiler : Greg Hayes (saison 2, épisodes 6 et 7 )
- 1997 / 2002 : The Practice : Bobby Donnell et Associés (The Practice) : Rabbi Daniel Warner / l'avocat de Walter Beck (saison 1, épisodes 3 à 6 / saison 7, épisode 6)
- 1998 : Cybill : l'inspecteur (saison 4, épisode 16)
- 1998 : Au-delà du réel : L'aventure continue (The Outer Limits) : Bernard Selden (saison 4, épisode 12)
- 1998 : Diagnostic : Meurtre (Diagnosis Murder) : Carter Sweeney (4 épisodes)
- 1998 : Millennium : Ed (saison 3, épisode 6)
- 1999 : Fantasy Island : Jeremy Slater (saison 1, épisode 13)
- 2000 : Citizen Baines : Shel Eidenberg (épisodes inconnus)
- 2000 : Le Flic de Shanghaï (Martial Law) : agent Randall Wicke (saison 2, épisode 17)
- 2000 : Voilà ! (Just Shoot Me!) : Ben (saison 4, épisode 17)
- 2000 / 2004 : Amy (Judging Amy) : Scott Zomber / Atty. Zahmber (saison 2, épisode 3 / saison 5, épisode 11)
- 2000 : Good Versus Evil (G vs E) : Orson Williamson (saison 2, épisode 5)
- 2000 : Chicken Soup for the Soul : Adam (1 épisode)
- 2000 : Deuxième Chance (Once and Again) : Todd Monroe (saison 2, épisode 5)
- 2001 : X-Files : Aux frontières du réel (The X Files) : Dr Tom Puvogel (saison 8, épisode 9)
- 2001 : Les Anges du bonheur (Touched by an Angel) : John Baker (saison 7, épisode 14)
- 2001 : Urgences (ER) : Kevin (saison 7, épisode 18)
- 2002 : La Vie avant tout (Strong Medicine) : Gene Withers (saison 3, épisode 2)
- 2002 : John Doe : Dr Jansen (saison 1, épisode 3)
- 2002 : La Famille Green (Get Real) : Dr Larry Keehn (saison 1, épisodes 21 et 22)
- 2003 : Six Feet Under : Frank Muehler (3 épisodes)
- 2003 et 2012 : Les Experts : Paul Winston (saison 4, épisode 4) et Vincent Demarcus (saison 13, épisode 2)
- 2003 : À la Maison-Blanche (The West Wing) : l'obstétricien (saison 4, épisode 22)
- 2003 : The Lyon's Den : Edgar Haight (saison 1, épisode 11)
- 2004 : Le Protecteur (The Guardian) : M. Tilden (saison 3, épisode 14)
- 2004 : FBI : Portés disparus (Without a Trace) : Charles Potter (saison 2, épisode 23)
- 2005 : New York, section criminelle (Law and Order: Criminal Intent) : Hubert Skoller (saison 4, épisode 20)
- 2005-2006 : Wildfire : Charlie Hewitt (12 épisodes)
- 2006 : Grey's Anatomy : Adam Morris (saison 3, épisode 5)
- 2007 : Numb3rs : le professeur Stanley Novich (saison 3, épisode 16)
- 2007 : Médium : Cooper Conroy (3 épisodes)
- 2007-2008 : The Riches : Pete Mincey (4 épisodes)
- 2007 : Burn Notice : Perry Clark (saison 1, épisode 9)
- 2007 : New York, unité spéciale (Law and Order: Special Victims Unit)  : Saul Picard (saison 9, épisode 7)
- 2008 : Les Experts : Manhattan : Wallace Carver / Frank Moore (saison 4, épisode 18)
- 2008 : Cold Case : Affaires classées (Cold Case) : Oscar Anderson en 1981 (saison 6, épisode 6)
- 2009-2016 : Castle : Sidney Perlmutter, médecin légiste (17 épisodes)
- 2009 : Ghost Whisperer : Edwin Hathaway (saison 4, épisode 13)
- 2009 : Dollhouse : le professeur Gossen (saison 2, épisode 3)
- 2010 : Proposition 8 Trial Re-Enactment : Dr Ilan Meyer (série documentaire)
- 2010 : Leverage : Larry Duberman (saison 3, épisode 2)
- 2010-2011 : The Defenders : Bennie B. Hapwood (saison 1, épisodes 2 et 17)
- 2010 : Mentalist (The Mentalist) : Dr Saban (saison 3, épisode 6)
- 2010 : Lie to Me : Dr Hamill (saison 3, épisode 7)
- 2011 : Second City This Week : célébrité invité (épisodes inconnus)
- 2011 : The Protector : Dr Nolan Miller (saison 1, épisode 11)
- 2011 : Fringe : Malcolm Truss (saison 4, épisode 5)
- 2015 : Esprits criminels (Criminal Minds) : Donnie Mallick (saison 10, épisode 13)
- 2017 : Designated Survivor : Elias Grandi (saison 2, épisode 1)
- 2018 : MacGyver : Dr Isaac Herman (saison 2, épisode 22)
- 2019 : GLOW : Gene (saison 3, épisode 3)
- 2020 : Murder : l'avocat de Connor (saison 6, épisode 10)
- 2022 : The Rookie : Le Flic de Los Angeles (The Rookie) : Pr Meadows (saison 4, épisode 19)
- 2022 : Better Call Saul : le juge Gabriel Dearden (saison 6, épisode 9)
- 2022 : The Prophecy : le pasteur (série audio, 8 épisodes)
- 2022 : Dahmer - Monstre : L'Histoire de Jeffrey Dahmer (Monster: The Jeffrey Dahmer Story) : Gerald Boyle (saison 1, épisode 8)
- 2022 : 9-1-1 : Nathan Levinson (saison 6, épisode 2)
- 2023 : Les Experts : Vegas (CSI: Vegas) : Dr Logan MacArthur (saison 2, épisode 13)
- 2024 : La Défense Lincoln (The Lincoln Lawyer) : Ezra Cohen[4] (saison 3, épisode 5)

#### Séries d'animation
- 1996 : The Real Adventures of Jonny Quest : Matthees, le pilote (voix originale - saison 2, épisode 9)
- 1997 : Duckman: Private Dick/Family Man : Bobby (voix originale - saison 4, épisode 9)
- 1998 : Les Razmoket (Rugrats) : le domestique (voix originale - saison 5, épisode 18)

## Voix françaises
En France, Thierry Wermuth est la voix française la plus régulière de l'acteur. Éric Legrand, Philippe Siboulet et Philippe Peythieu l'ont également doublé à trois reprises chacun.
Au Québec, il y a peu d'éléments concernant le doublage de l'acteur.